# Dominique Thorne
Dominique Thorne là diễn viên người Mỹ, cô từng tham gia trong các phim điện ảnh như If Beale Street Could Talk (2018) và Judas and the Black Messiah (2021). Năm 2022, cô đảm nhận vai Riri Williams / Ironheart trong Black Panther: Wakanda Forever của Vũ trụ Điện ảnh Marvel.

## Thời thơ ấu
Dominique Thorne sinh ra ở thành phố New York. Mẹ cô tên Nerissa Guy, cha tên Navie Guy, đều là người Trinidad nhập cư. Cô còn có hai anh trai tên Ky-Mani và Caleb. Theo thông tin vào năm 2020, cô và gia đình hiện sống ở bang Delaware.
Thorne từng theo học khoa sân khấu của trường diễn xuất Professional Performing Arts School (PPAS), quận Manhattan.

## Sự nghiệp
Năm 2018, Thorne có vai diễn điện ảnh đầu tay Shelia Hunt trong phim If Beale Street Could Talk, dựa trên tiểu thuyết cùng tên của James Baldwin. Năm 2021, cô vào vai Judy Harmon trong phim Judas and the Black Messiah.
Năm 2020, cô tham gia vào Vũ trụ Điện ảnh Marvel với vai Riri Williams / Ironheart, bắt đầu với phim điện ảnh Black Panther: Wakanda Forever. Dự án phim truyền hình riêng cho nhân vật của cô mang tên Ironheart dự kiến cũng sẽ ra mắt năm 2023.

## Danh sách phim

### Điện ảnh
| Năm  | Tên                            | Vai                       | Ghi chú |
| ---- | ------------------------------ | ------------------------- | ------- |
| 2018 | If Beale Street Could Talk     | Shelia Hunt               |         |
| 2021 | Judas and the Black Messiah    | Judy Harmon               |         |
| 2022 | Black Panther: Wakanda Forever | Riri Williams / Ironheart |         |

### Truyền hình
| Năm  | Tên       | Vai                       | Ghi chú                        |
| ---- | --------- | ------------------------- | ------------------------------ |
| 2023 | Ironheart | Riri Williams / Ironheart | Hậu kỳ, phát hành trên Disney+ |